# Araneus septemtuberculatus
Araneus septemtuberculatus är en spindelart som först beskrevs av Tord Tamerlan Teodor Thorell 1899.  Araneus septemtuberculatus ingår i släktet Araneus och familjen hjulspindlar.
Artens utbredningsområde är Kamerun. Inga underarter finns listade i Catalogue of Life.